# Metachromadora campycoma
Metachromadora campycoma är en rundmaskart som först beskrevs av Nathan Augustus Cobb 1933.  Metachromadora campycoma ingår i släktet Metachromadora och familjen Desmodoridae. Inga underarter finns listade i Catalogue of Life.